# اقتصاد أوزبكستان
منذ الاستقلال، بقي اقتصاد أوزبكستان قائمًا كاقتصاد موجه على الطريقة السوفييتية. كان تقدم الإصلاحات السياسية الحكومية يتّسم بالحذر، إلا أن أوزبكستان وبشكل تراكمي حققت إنجازات معتبرة. واصل نظامها التجاري التقييديّ وسياساتها التدخلية بشكل عام إضفاء الأثر السلبي على الاقتصاد. توجد حاجة إلى إصلاح هيكلي كبير، لاسيما في المجالات التالية: تحسين المناخ الاستثماري للمستثمرين الأجانب، وتعزيز النظام المصرفي، وتحرير القطاع الزراعي من قبضة الدولة. أدت القيود المتبقية على قدرة تحويل العملات والتدابير الحكومية الأخرى، بما في ذلك فرض القيود الشديدة على الواردات والإغلاق المتقطع للحدود مع جاراتها كازخستان، وقيرغيزستان، وطاجيكستان، إلى تعليق أو تقليص اعتمادات منظمات الإقراض الدولية.
أثمر الجهد المبذول عن كثب مع صندوق النقد الدولي، بتحقيق الحكومة لتقدم ملحوظ في الحد من التضخم وعجز الميزانية. في عام 2003، أصبحت العملة الوطنية قابلة للتحويل كجزء من برنامج الاستقرار الاقتصادي المُدبّر لصندوق النقد الدولي، وذلك على الرغم من بقاء بعض القيود الإدارية. تساهم صناعات الزراعة والتصنيع بالتساوي في الاقتصاد، إذ يُشكل كلّ منهما نحو ربع الناتج المحلي الإجمالي. تُعدّ أوزبكستان منتجًا ومصدرًا رئيسيًا للقطن، على الرغم من الانخفاض الكبير لأهمية هذه السلعة منذ استقلال البلاد. كما تُعد أوزبكستان مُنتجًا كبيرًا للذهب، باحتوائها على أكبر منجم ذهب مفتوح في العالم. تتميز البلاد بوجود رواسب غنية من الفضة، والمعادن الاستراتيجية، والغاز والنفط.
حلّت أوزبكستان في المرتبة 82 في مؤشر الابتكار العالمي عام 2023، وتراجعت للمركز 83 في مؤشر 2024.

## الناتج المحلي الإجمالي
يوضح الجدول التالي اتجاه الناتج المحلي الإجمالي في أوزبكستان بالأسعار الثابتة لعام 1995، والمُقدّرة بأرقام صندوق النقد الدولي بملايين من السوم الأوزبكي. يظهر في الجدول أيضًا مؤشر أسعار المستهلك (سي بّي آي) كمقياس للتضخم من المصدر نفسه وسعر صرف الدولار الأمريكي في نهاية العام من قاعدة بيانات البنك المركزي في أوزبكستان. في إطار المقارنة مع تعادل القوة الشرائية في عام 2006، بلغ سعر صرف الدولار الأمريكي نحو 340 سوم أوزبكستاني.
| السنة | الناتج المحلي الإجمالي (الأسعار الثابتة) | سعر صرف السوم مقابل الدولار | مؤشر أسعار المستهلك (2000=100) |
| ----- | ---------------------------------------- | --------------------------- | ------------------------------ |
| 1992  | 330,042                                  | 1 سوم                       | 0.07                           |
| 1995  | 302,790                                  | 36 سوم                      | 20                             |
| 2000  | 356,325                                  | 325 سوم                     | 100                            |
| 2003  | 402,361                                  | 980 سوم                     | 166                            |
| 2006  | 497,525                                  | 1,240 سوم                   | 226                            |

انخفض الناتج المحلي الإجمالي لأوزبكستان، كما هو الحال في جميع بلدان رابطة الدول المستقلة خلال السنوات الأولى من التحول ثم عاد لينتعش بعد عام 1995، إذ إن التأثير التراكمي لإصلاحات السياسة بدأ يصبح ملموسًا. ظهرت بوادر النمو القوي على الناتج المحلي الإجمالي، إذ ارتفع بنسبة 4% سنويًا بين عامي 1998 و 2003، ليتسارع بالنمو لاحقًا إلى 7-8% سنويًا. ارتفع معدل النمو في عام 2011 إلى 9%.
بالنظر إلى الاقتصاد المزدهر، ارتفع إجمالي العاملين من الأوزبك من 8.5 مليون في عام 1995 إلى 13.5 مليون في عام 2011. لاتزال هذه الزيادة الصافية البالغة نحو 25% في القوى العاملة أبعد من أن تكون مواكبة للزيادة في الناتج المحلي الإجمالي خلال نفس الفترة (64% كما في الرسم البياني)، ما يعني بدوره زيادة كبيرة في إنتاجية العمل. البطالة الرسمية منخفضة للغاية: اندرج أقل من 30.000 باحث عن عمل في بورصات العمل الحكومية بين عامي 2005 و 2006 (ما يُمثل 0.3% من القوى العاملة). في السياق الآخر، يُعتقد أن البطالة الجزئية مرتفعة للغاية، لاسيما في الزراعة، حيث تُشكل نحو 28% من إجمالي العاملين، والعديد منهم يعمل بدوام جزئي في قطع الأراضي الأسرية الصغيرة. بكل الأحوال، لا تتوفر أرقام موثوقة بسبب عدم وجود مسوحات عمل يمكن اعتمادها.
يُرفع بشكل روتيني الحد الأدنى للأجور، وأجور القطاع العام ومعاشات الشيخوخة مرتين في السنة لضمان عدم تآكل الدخل الأساسي بالتضخم. بالرغم من عدم نشر إحصائيات لمتوسط الأجور في أوزباكستان، إلا أن المعاشات التقاعدية كبديل لمتوسط الأجور قد ازدادت بشكل كبير بين عامي 1995 و2006، بالقيمة الحقيقية أو بالدولار الأمريكي على حدٍ سواء.
وفقًا لتوقعات بنك التنمية الآسيوي، من المتوقع نمو الناتج المحلي الإجمالي لأوزبكستان في عام 2009 بنحو 7%. في الوقت نفسه، النمو المتوقع للناتج المحلي الإجمالي لأوزبكستان في عام 2010 هو 6.5%.

## الزراعة
أنتجت أوزبكستان في عام 2018:
- 5.4 مليون طن من القمح؛
- 2.9 مليون طن من البطاطس؛
- 2.2 مليون طن من القطن (ثامن أكبر منتج في العالم)؛
- 2.2 مليون طن من الطماطم (14 أكبر منتج في العالم)؛
- 2.1 مليون طن من الجزر (ثاني أكبر منتج في العالم بعد الصين مباشرة)؛
- 1.8 مليون طن من البطيخ (ثامن أكبر منتج في العالم)؛
- 1.5 مليون طن من العنب (15 أكبر منتج في العالم)؛
- 1.4 مليون طن من البصل (15 أكبر منتج في العالم)؛
- 1.1 مليون طن من التفاح (14 أكبر منتج في العالم)؛
- 857 ألف طن من الخيار (سابع أكبر منتج في العالم)؛
- 743 ألف طن من الملفوف.
- 493 ألف طن من المشمش (ثاني أكبر منتج في العالم بعد تركيا مباشرة)؛
- 413 ألف طن ذرة؛
- 254 ألف طن من الثوم
- 221 ألف طن من الأرز.
- 172 ألف طن من الكرز.
- 161 ألف طن من الخوخ
- 134 ألف طن من البرقوق (17 أكبر منتج في العالم)؛

بالإضافة إلى إنتاج أصغر من المنتجات الزراعية الأخرى.
أعلنت الحكومة من خلال البنك المركزي في نهاية عام 2013 أنها توقعت أن تلعب الزراعة دورًا رئيسيًا في التنمية الاقتصادية للبلاد في المستقبل. يعمل في الزراعة 28٪ من القوى العاملة وتساهم بنسبة 24٪ من الناتج المحلي الإجمالي (بيانات 2006). يأتي 8٪ أخرى من الناتج المحلي الإجمالي من معالجة الناتج الزراعي المحلي.

## التعدين والطاقة
كانت البلاد في عام 2019 خامس أكبر منتج عالمي لليورانيوم، ثاني عشر في إنتاج الذهب في العالم، سابع أكبر منتج عالمي للرينيوم، ثاني أكبر منتج عالمي للموليبدنوم، ورقم 21 في إنتاج الفوسفات، والتاسع عشر في إنتاج غرافيت.
يعد الذهب إلى جانب القطن مصدرًا رئيسيًا للعملات الأجنبية ويقدر بشكل غير رسمي أنه يشكل حوالي 20٪ من إجمالي الصادرات. تقوم أوزبكستان بتعدين حوالي 80 طنًا سنويًا كما تمتلك رابع أكبر احتياطي في العالم. تمتلك أوزبكستان وفرة من الغاز الطبيعي وتستخدمه للاستهلاك المحلي والتصدير. أوزبكستان دولة شريكة في برنامج الطاقة إنوجيت التابع للاتحاد الأوروبي والذي يتضمن أربعة موضوعات رئيسية: تعزيز أمن الطاقة وتقارب أسواق الطاقة في الدول الأعضاء ودعم تنمية الطاقة المستدامة وجذب الاستثمار لمشاريع الطاقة في المصلحة المشتركة والإقليمية.

## التجارة الخارجية

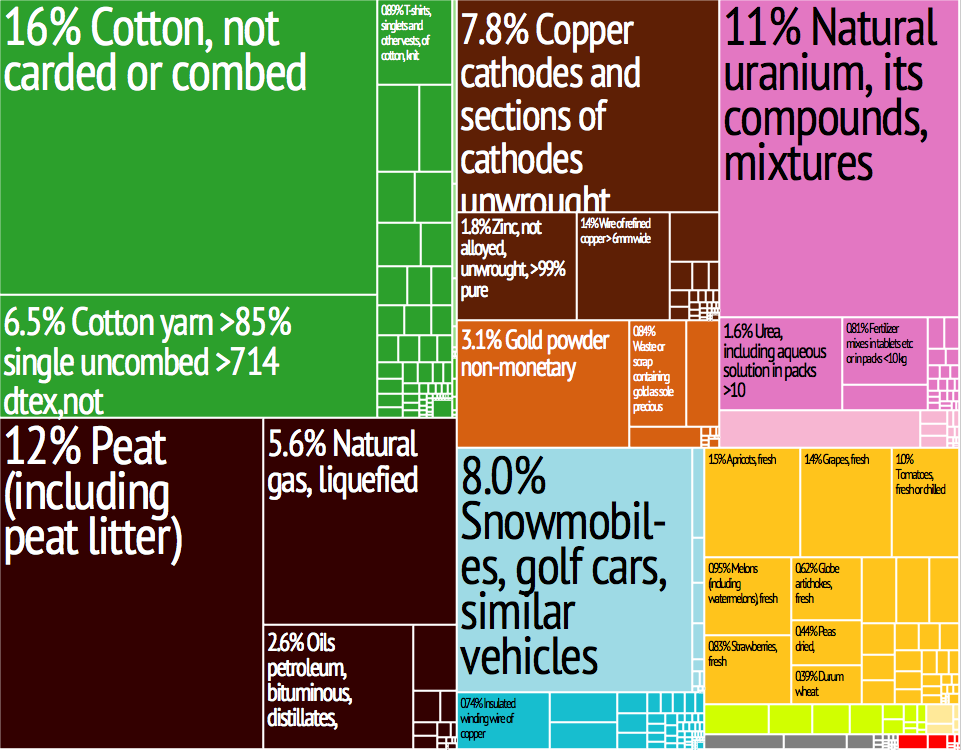
تصوير بياني لصادرات منتجات أوزبكستان في 2012.

تمثيل نسبي لصادرات أوزبكستان في 2019

شهدت أوزبكستان نموًا سريعًا في الصادرات منذ تحرير سوق الصرف الأجنبي لعام 2017. كان هناك نمو كبير في الصادرات في مجالات مثل الفاكهة، والمنسوجات والأجهزة المنزلية. في السنوات الأخيرة ، تضاعفت عائدات تصدير المنسوجات إلى ما يقرب من 3 مليارات دولار. شهدت شركة ارتل للإلكترونيات لتصنيع الأجهزة المنزلية ارتفاع الصادرات من 5.6 مليون دولار في عام 2017 إلى حوالي 100 مليون دولار في عام 2021.
قبل ذلك أدى نظام أسعار الصرف المتعددة إلى انخفاض كل من الواردات والصادرات من حوالي 4.5 مليار دولار أمريكي في عام 1996 إلى أقل من 3 مليار دولار أمريكي في عام 2002.

## التاريخ الاقتصادي
يوضح الجدول التالي أهم المؤشرات الاقتصادية للأعوام 1993-2017.
| السنة                                                                 | 1993        | 1995        | 2000        | 2005        | 2006        | 2007        | 2008        | 2009         | 2010         | 2011         | 2012         | 2013         | 2014         | 2015         | 2016         | 2017         |
| --------------------------------------------------------------------- | ----------- | ----------- | ----------- | ----------- | ----------- | ----------- | ----------- | ------------ | ------------ | ------------ | ------------ | ------------ | ------------ | ------------ | ------------ | ------------ |
| الناتج المحلي الإجمالي بالدولار (تعادل القدرة الشرائية)               | 38.21 مليار | 37.42 مليار | 49.15 مليار | 71.64 مليار | 79.39 مليار | 89.24 مليار | 99.18 مليار | 108.03 مليار | 118.65 مليار | 131.15 مليار | 144.52 مليار | 158.60 مليار | 174.36 مليار | 190.17 مليار | 207.62 مليار | 222.56 مليار |
| نصيب الفرد من الناتج المحلي الإجمالي بالدولار (تعادل القدرة الشرائية) | 1,748       | 1,649       | 2,005       | 2,764       | 3,020       | 3,349       | 3,672       | 3,946        | 4,277        | 4,655        | 4,854        | 5,244        | 5,669        | 6,076        | 6,519        | 6,929        |
| النمو                                                                 | −2.6 %      | −0.9 %      | 3.8 %       | 7.0 %       | 7.5 %       | 9.5 %       | 9.0 %       | 8.1 %        | 8.5 %        | 8.3 %        | 8.2 %        | 8.0 %        | 8.0 %        | 7.9 %        | 7.8 %        | 5.3 %        |
| التضخم                                                                | 534.2 %     | 304.6 %     | 25.0 %      | 10.7 %      | 13.1 %      | 11.1 %      | 13.1 %      | 12.3 %       | 12.3 %       | 12.4 %       | 11.9 %       | 11.7 %       | 9.1 %        | 8.5 %        | 8.0 %        | 12.5 %       |
| الدين الحكومي (نسبة مئوية من الناتج المحلي الإجمالي)                  | ...         | ...         | 42 %        | 28 %        | 21 %        | 16 %        | 12 %        | 11 %         | 10 %         | 10 %         | 11 %         | 11 %         | 11 %         | 9 %          | 11 %         | 25 %         |